# Budel-Dorplein
Budel-Dorplein est un village situé dans la commune néerlandaise de Cranendonck, dans la province du Brabant-Septentrional. En 2009, le village comptait environ 1 500 habitants.
Le village est né autour d'une usine d'extraction du zinc, vers 1892.